# Johan Bruyneel
Johan Bruyneel, född 23 augusti 1964, i Izegem, Belgien, är en tidigare professionell tävlingscyklist. Han arbetar som sportchef i RadioShack-Nissan-Trek. Bruyneel avslutade sin karriär som tävlingscyklist under året 1998 och blev då chef för cykelstallet US Postal (senare känt som Discovery Channel). Mellan 1999 och 2007 var Bruyneel med om att stallet tog sju segrar i Tour de France. Lance Armstrong vann sju segrar i sträck under åren 1999–2005 och Alberto Contador tog sin seger under 2007. Efter säsongen 2007 lades stallet ned och Bruyneel gick vidare till att bli sportchef i Astana Team.

## Tävlingscyklist
Johan Bruyneel var en framgångsrik professionell cyklist. Han blev professionell inför säsongen 1989. Under sitt andra år som proffs vann han Tour de l'Avenir, en etapplopp för unga talanger. År 1991 vann han Rund um den Henninger Turm och ett år sedan vann han både Grand Prix des Nations och Coppa Placci. På Tour de France 1993 vann han etapp 6 och slutade på sjunde plats i tävlingen.
Hans största framgång som proffscyklist kom på Tour de France 1995. Belgaren vann etapp 7, som började i Charleroi och slutade i Liège, Belgien, och tog den gula ledartröjan i sitt hemland.  Bruyneel hade attackerat under etappen och blev snart följd av Miguel Indurain, som skulle komma att vinna Tour de France det året. Indurain cyklade på hårt för att försöka ta tid på sina främsta rivaler, men Bruyneel följde med på spanjorens hjul och slog honom i spurten. Bruyneel bar den gula ledartröjan under en etapp. Senare samma år tog han sin enda prispallsplacering i en Grand Tour när han slutade trea i Vuelta a España.
Under Tour de France 1996 kraschade Bruyneel under etapp 7 och försvann ned i en ravin. Efter flera minuters osäkerhet på hur det hade gått med belgaren klättrade han upp och fortsatte etappen.

## Sportchef
Efter att Johan Bruyneel avslutat sin karriär 1998, 34 år gammal, sa Bruyneel ja till att bli sportchef för cykelstallet US Postal Service, vars stjärna, Lance Armstrong, hade slutade fyra i Vuelta a España 1998. Med Bruyneel i laget vann Lance Armstrog de kommande sju upplagorna av tävlingen och när han avslutade sin karriär dröjde det inte länge innan stallets cyklist Alberto Contador vann tävlingen 2007, medan Levi Leipheimer slutade trea. Discovery Channel som hade tagit över som sponsor av laget under 2005 valde att avsluta sitt kontrakt med stallet efter säsongen 2007. Vid det laget hade Bruyneels stall vunnit tio Grand Tour-tävlingar under nio års tid. Dessa var åtta Tour de France, ett Giro d'Italia (Paolo Savoldelli, 2005) och en Vuelta a España (Roberto Heras, 2003).
I oktober 2007, efter förhandlingar med Kazakstans regering, bestämde sig Bruyneel för att börja arbeta som sportchef för Astana Team. Det stallet hade haft problem under säsongen 2007 när de blivit utslängda från Tour de France efter dopningsskandalen Operación Puerto. Contador och Leipheimer var några av hans tidigare cyklister som valde att följa med honom inför säsongen 2008. Stallet fick inte delta i Tour de France på grund av händelserna ett år tidigare, men Contador vann både Giro d'Italia och Vuelta a España under året. Dessutom slutade Leipheimer tvåa på Vueltan.
Inför säsongen 2009 bestämde sig Lance Armstrong för att återvända till cykelsporten och han valde då att tävla för Astana Team. Contador vann Tour de France 2009, och Armstrong slutade på tredje plats i tävlingen. Det innebar att Bruyneels stall hade vunnit tretton Grand Tour-tävlingar under de senaste elva åren.
Armstrong bestämde sig för att bilda ett eget lag inför säsongen 2010 och Team RadioShack startade. Bruyneel följde med och blev sportchef för det nya stallet.

## Meriter
- 1989
  - 2:a, etapp 9, Schweiz runt
  - 3:a, Tour de Vendée

- 1990
  - Tour de l'Avenir

- 1991
  - Grand Prix de Francfort
  - 2:a, Baskien runt

- 1992
  - Coppa Placci
  - Grand Prix des Nations
  - Etapp 12, Spanien runt

- 1993
  - Etapp 6, Tour de France 1993

- 1994
  - Etapp 3, Vuelta a La Rioja

- 1995
  - Etapp 5, Grand Prix du Midi libre
  - Etapp 7, Tour de France 1995

- 1996
  - Etapp 3, Hofbrau Cup

- 1997
  - Flèche Namuroise